# 3-하이드록시키뉴레닌
3-하이드록시키뉴레닌(영어: 3-hydroxykynurenine)은 트립토판의 대사 과정에서의 대사 중간생성물로, 사람의 수정체에서 자외선을 차단한다.

## 같이 보기
- 키뉴레닌
- 옴모크롬